# Patrick van Leeuwen
Patrick van Leeuwen (Zoetermeer, 8 agosto 1969) è un allenatore di calcio ed ex calciatore olandese.

## Carriera

### Calciatore
Cresciuto nel settore giovanile dello Sparta Rotterdam, viene saltuariamente impiegato nella prima squadra tra il 1991 e il 1994. Successivamente veste anche la maglia dell'Helmond Sport. Complici i numerosi infortuni, si ritira all'età di 27 anni.

### Allenatore
Appesi gli scarpini al chiodo, nel 2000 diventa allenatore delle formazioni giovanili del Feyenoord, rimanendovi via fino al 2006. Per i successivi sette anni, fino al 2013, è allenatore della giovanili dello Šachtar, formazione della massima serie ucraina.
Tra il 2016 e il 2020 è il direttore sportivo del settore giovanile del Maccabi Tel Aviv. Proprio nel 2020 viene nominato allenatore della prima squadra della formazione israeliana, con cui riesce a vincere anche una coppa nazionale. Nell'ottobre del 2021 viene esonerato.
Il 28 giugno 2022 torna nuovamente in Ucraina, diventando l'allenatore dello Zorja, che conduce al terzo posto in campionato.
Il 3 luglio 2023 torna allo Šachtar in veste di allenatore della prima squadra, firmando un contratto biennale. Il 16 ottobre 2023 risolve il contratto insieme a tutto il suo staff.

## Statistiche da allenatore
Statistiche aggiornate al 16 ottobre 2023. In grassetto la competizione vinta.
| Stagione        | Squadra          | Campionato      | Campionato | Campionato | Campionato | Campionato | Coppe nazionali | Coppe nazionali | Coppe nazionali | Coppe nazionali | Coppe nazionali | Coppe continentali | Coppe continentali | Coppe continentali | Coppe continentali | Coppe continentali | Altre coppe | Altre coppe | Altre coppe | Altre coppe | Altre coppe | Totale | Totale | Totale | Totale | % Vittorie | Piazzamento |
| Stagione        | Squadra          | Comp            | G          | V          | N          | P          | Comp            | G               | V               | N               | P               | Comp               | G                  | V                  | N                  | P                  | Comp        | G           | V           | N           | P           | G      | V      | N      | P      | %          | Piazzamento |
| --------------- | ---------------- | --------------- | ---------- | ---------- | ---------- | ---------- | --------------- | --------------- | --------------- | --------------- | --------------- | ------------------ | ------------------ | ------------------ | ------------------ | ------------------ | ----------- | ----------- | ----------- | ----------- | ----------- | ------ | ------ | ------ | ------ | ---------- | ----------- |
| 2020-2021       | Maccabi Tel Aviv | LHA             | 36         | 21         | 12         | 3          | GHM             | 5               | 5               | 0               | 0               | UCL+UEL            | 5+8                | 3+3                | 0+2                | 2+3                | SI          | 2           | 2           | 0           | 0           | 56     | 34     | 14     | 8      | 60,71      | 2º          |
| 2022-2023       | Zorja            | PL              | 30         | 20         | 4          | 6          | -               | -               | -               | -               | -               | UECL               | 2                  | 1                  | 0                  | 1                  | -           | -           | -           | -           | -           | 32     | 21     | 4      | 7      | 65,63      | 3º          |
| lug.-ott. 2023  | Šachtar          | PL              | 9          | 5          | 3          | 1          | CU              | 1               | 1               | 0               | 0               | UCL                | 2                  | 1                  | 0                  | 1                  | -           | -           | -           | -           | -           | 12     | 7      | 3      | 2      | 58,33      | Risol.      |
| Totale carriera | Totale carriera  | Totale carriera | 75         | 46         | 19         | 10         |                 | 6               | 6               | 0               | 0               |                    | 17                 | 8                  | 2                  | 7                  |             | 2           | 2           | 0           | 0           | 100    | 62     | 21     | 17     | 62,00      |             |

## Palmarès

### Allenatore
- Coppa d'Israele: 1

Maccabi Tel Aviv: 2020-2021